# Wyrównanie roszczeń rentowych
Wyrównanie roszczeń rentowych, wyrównanie ekspektatyw rentowych (niem. Versorgungsausgleich) – dokonywane w Niemczech w ramach procesu rozwodowego wyrównanie istniejącej w stosunkach między rozwodnikami różnicy w wysokości nabytych w trakcie małżeństwa praw do zaopatrzenia emerytalno-rentowego.
 Zapoznaj się z zastrzeżeniami dotyczącymi pojęć prawnych w Wikipedii.